# Anaimalai
Anaimalai is een panchayatdorp in het district Coimbatore van de Indiase staat Tamil Nadu.

## Demografie
Volgens de Indiase volkstelling van 2001 wonen er 16.556 mensen in Anaimalai, waarvan 49% mannelijk en 51% vrouwelijk is. De plaats heeft een alfabetiseringsgraad van 71%.

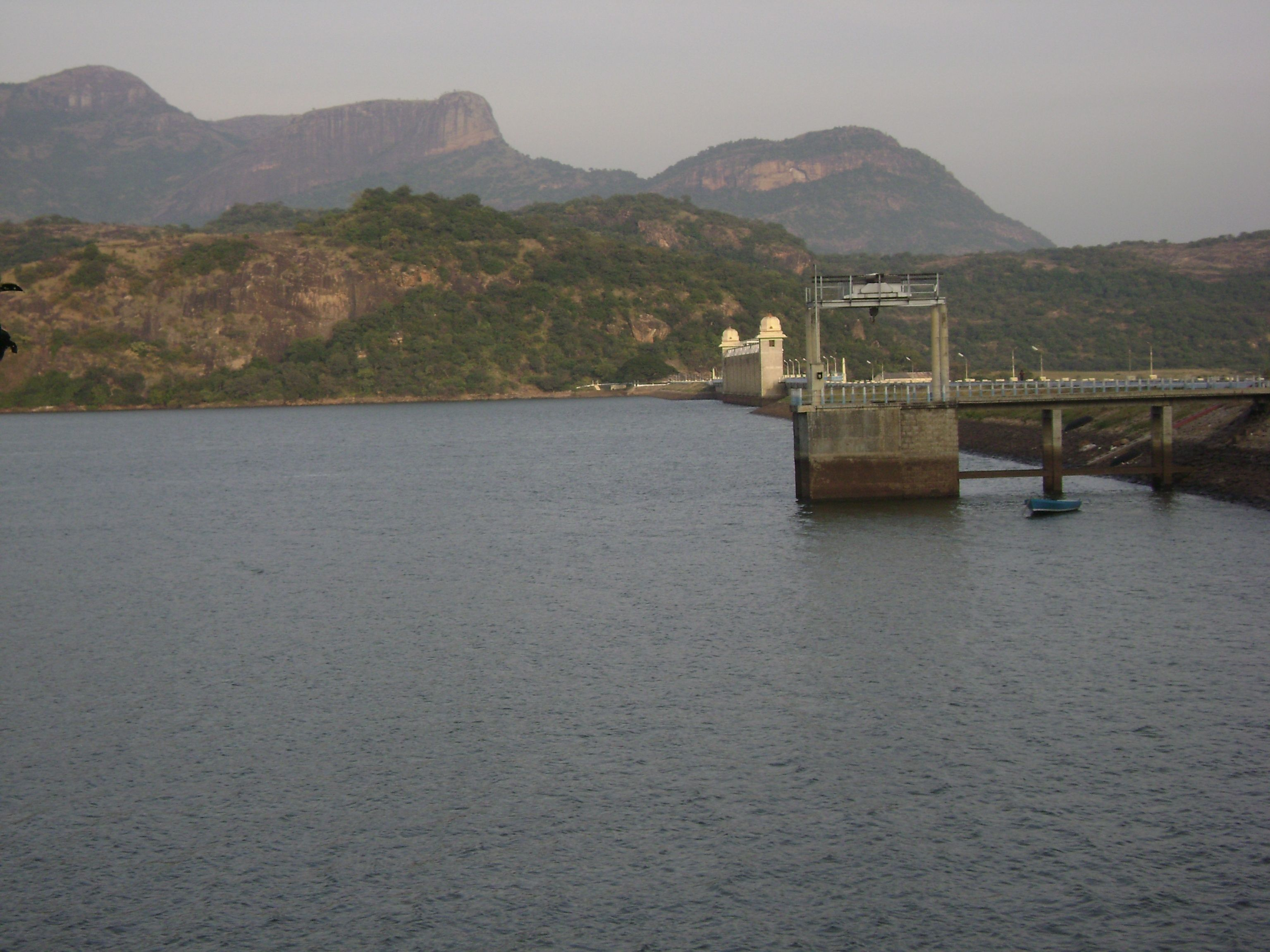